# Le Gua (Isère)
Le Gua település Franciaországban, Isère megyében. Lakosainak száma 1883 fő (2022. január 1.). Le Gua Saint-Paul-de-Varces, Vif, Villard-de-Lans, Château-Bernard, Saint-Martin-de-la-Cluze és Miribel-Lanchâtre községekkel határos.

## Népesség
A település népességének változása:
| Lakosok száma | 1120 | 1315 | 1505 | 1837 | 1838 | 1812 | 1779 | 1796 | 1794 | 1883 |
|               | 1968 | 1982 | 1990 | 2006 | 2013 | 2015 | 2017 | 2019 | 2020 | 2022 |